# MGM Grand Garden Arena
MGM Гранд Гарден Арена (англ. MGM Grand Garden Arena) - арена знаходиться в Лас-Вегасі в Парадайз, штат Невада. Арена вміщає в себе від 16 800 осіб і розташована за адресою 3799 Las Vegas Boulevard South.

## Події

### Спортивні заходи
Арена відома численними боксерськими супербоя, такими як: Майк Тайсон vs. Евандер Холіфілд, Евандер Холіфілд vs. Майка Тайсона II, Оскар Де Ла Хойя vs. Флойд Мейвезер, Оскара Де Ла Хойя vs. Менні Пак'яо, Флойд Мейвезер vs. Сауль Альварес і Флойд Мейвезер vs. Менні Пак'яо.
Станом на травень 2015 року на MGM Арені пройшли 32 події під егідою Ultimate Fighting Championship починаючи з UFC 34 і UFC 187. Більшість важливих боїв проводилося на цій арені, UFC 40, який допоміг UFC вийти з банкрутства у 2002 році.
7 вересня 1996 року бій Брюс Селдон проти Майка Тайсона був проведений тут; саме цієї фатальної ночі був застрелений репер Тупак Шакур (який був присутній у той вечір).

### UFC Події
- UFC 34, 2 листопада 2001
- UFC 36, 22 березня 2002
- UFC 40, 22 листопада 2002
- UFC 52, 16 2005 квітня
- UFC 54, 20 2005 серпня
- UFC 56, 19 листопада 2005
- UFC 66, 30 грудня 2006
- UFC 71, 26 травня 2007
- UFC 74, 25 серпня 2007
- UFC 141, 30 грудня 2011

### Бій століття. Майвезер - Пак'яо
2 травня 2015 року в Лас-Вегасі на арені MGM Grand Garden відбувся самий очікуваний бій сучасності між американцем Флойдом Мейвезером і філіппінцем Менні Пак'яо. Ще до початку бою його назвали боєм століття, але як це часто буває в сутичці двох першокласних майстрів, які не дають один одному показати все найкраще, що вони демонструють в поєдинках з іншими суперниками, бій вийшов не видовищний, а скоріше нагадував високошвидкісну "шахову партію".
Перші 2 раунди пройшли в розвідці, в яких точніше у своїх діях був Мейвезер. Однак починаючи з 3 раунду Пак'яо вдалося перехопити ініціативу і вже в 4 філіппінець провів хорошу контратаку, яка струснула Мейвезера, змусивши того закритися в блоці біля канатів, але розвинути успіх Менні не зумів. В цілому бій вийшов досить конкурентним і близьким, з не настільки великою, але достатньою перевагою для перемоги Мейвезера. Більшість фанатів і любителів боксу бій розчарував.
На післяматчевій і наступних прес-конференціях Пак'яо заявляв, що за 3 тижні до бою у нього стався розрив однієї з зв'язок правого плечового суглоба.
Цей бій став найприбутковішим за всю історію боксу. Мейвезер отримав $ 120 млн, а Пак'яо $ 100 млн без обліку продажів телевізійних трансляцій. Загальний дохід від бою склав більше півмільярда доларів.

### Концерти
Співак проводили на концерти Як MGM Гранд.
| Країна | Артист         |
| ------ | -------------- |
| США    | Джиммі Баффетт |
| США    | Linkin Park    |
| США    | Lady Gaga      |
| США    | Pearl Jam      |
| США    | Елтон Джон     |
| США    | Майлі Сайрус   |
| США    | Сара Брайтман  |
| США    | Кеті Перрі     |
| США    | Мадонна        |
| Канада | Джастін Бібер  |
| США    | Green Day      |

## Галерея

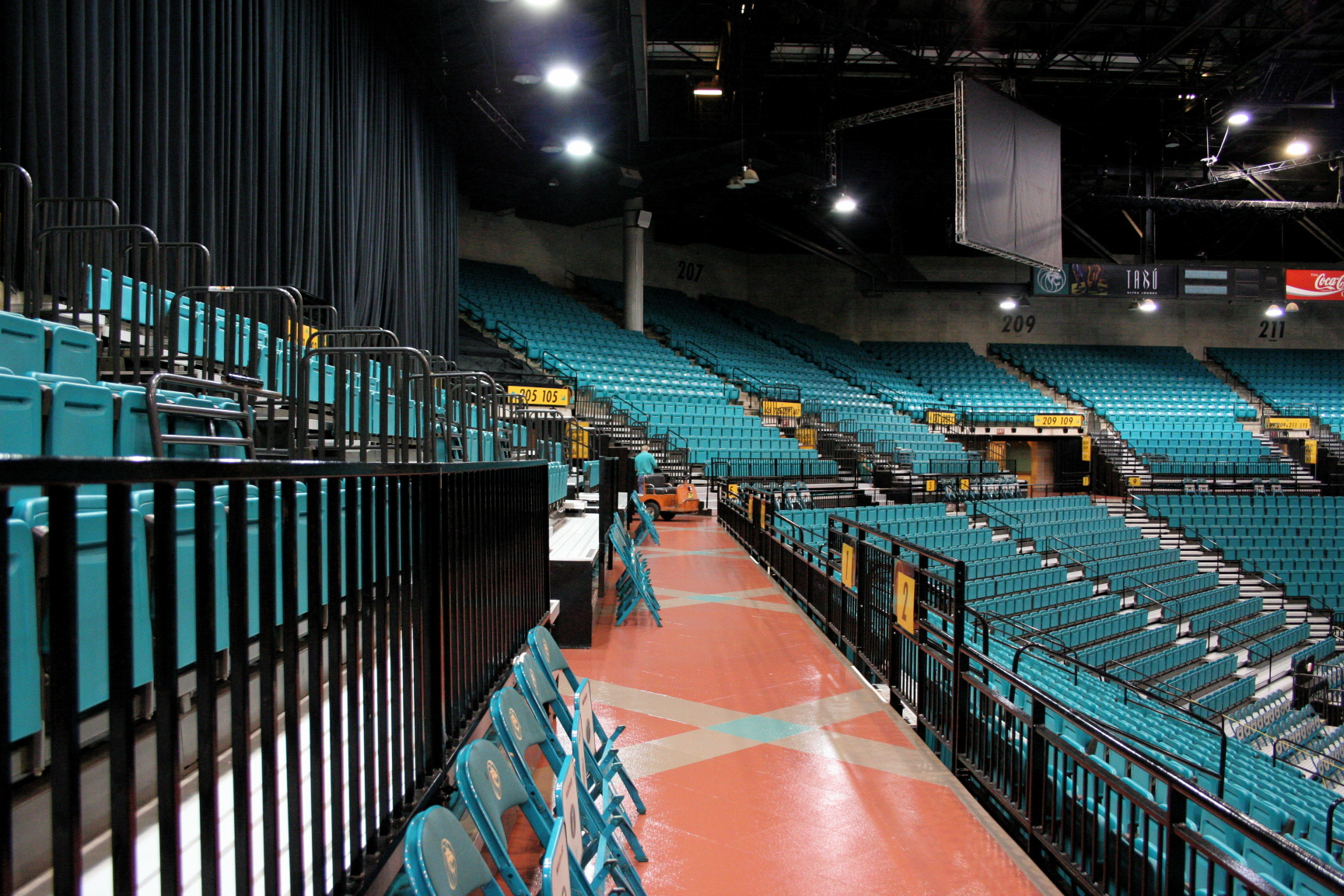
Трибуни MGM Grand Garden Arena.
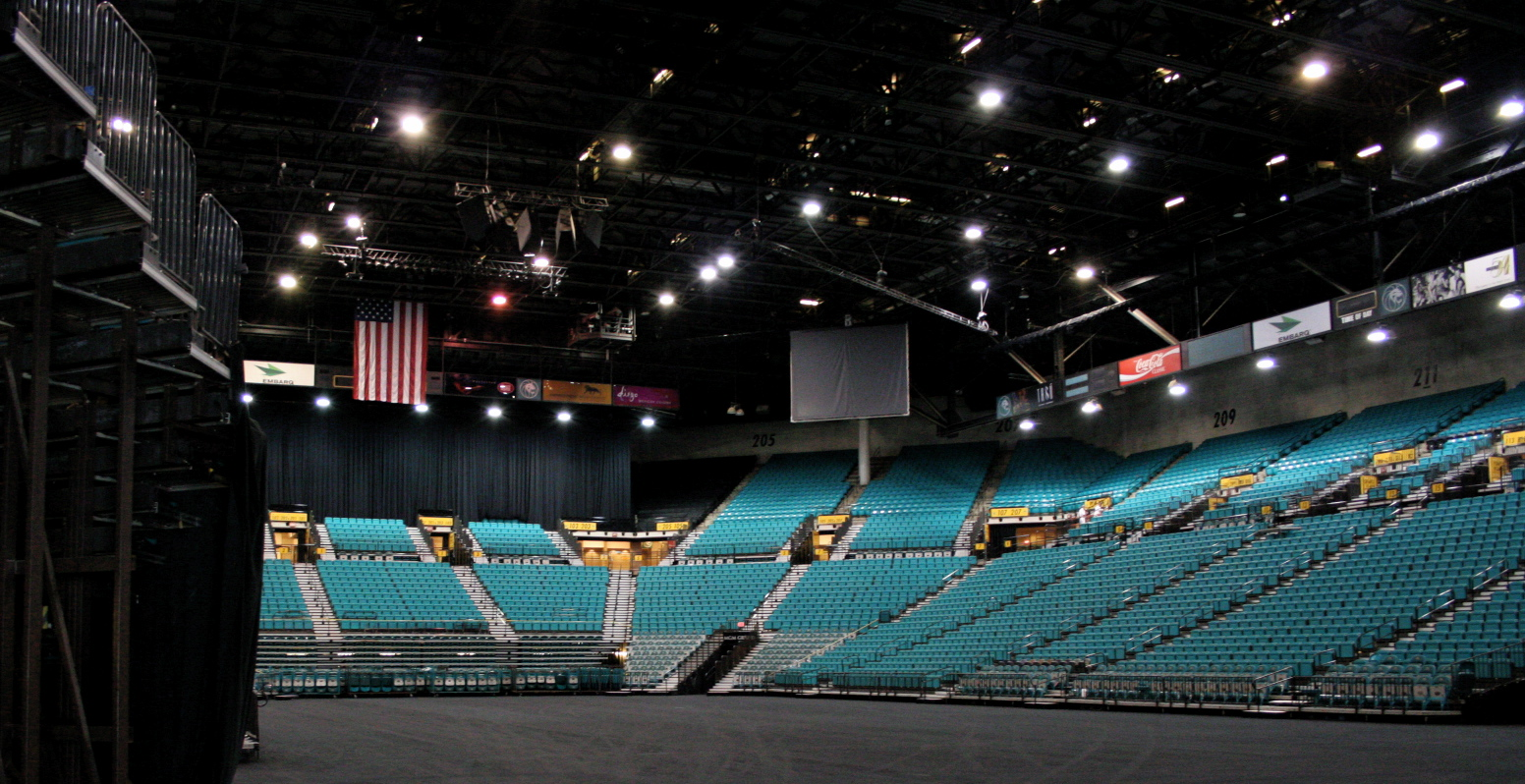
Вид на арену.